# Zdzisław Arentowicz
Zdzisław Walenty Arentowicz (ur. 8 listopada 1890 w Krośniewicach, zm. 5 stycznia 1956 we Włocławku) – polski poeta i publicysta, działacz kulturalny Kujaw.

## Młodość i edukacja
Urodził się w rodzinie rolnika Leonarda i Franciszki z Sutorowskich. Miał rodzeństwo, starszą siostrę Cecylię i młodszego brata Józefa. Rodzina Arentowiczów mieszkała wówczas we Wdowinie. W 1901 roku zamieszkał we Włocławku u swoich dziadków od strony matki, gdzie pobierał nauki. W latach 1903–1910 był uczniem Włocławskiej Szkoły Handlowej (dzisiejszego Liceum Ziemi Kujawskiej). W 1905 roku brał udział w strajku uczniów WSH, a w latach 1908–1910 pisał artykuły o historii Polski do szkolnej gazetki „Pobudka”, zakazanej przez władze zaboru. Publikował tam też swoje pierwsze poematy. Współorganizował włocławski oddział Organizacji Młodzieży Narodowej.
W 1910 roku rozpoczął studia z historii literatury na Uniwersytecie Jagiellońskim w Krakowie. W 1911 roku przeszedł na Uniwersytet we Fryburgu pod kierownictwem prof. Stanisława Dobrzyckiego.

## I wojna światowa
Po wybuchu I wojny światowej w 1914 roku został zmuszony do przerwania nauki w związku z trudną sytuacją materialną. Wrócił do Włocławka, gdzie do 1916 roku pracował jako nauczyciel. Został też członkiem Polskiej Organizacji Wojskowej.
W 1917 roku założył wraz ze Stefanem Brodzikowskim Księgarnię Kujawską, która mieściła się na dzisiejszym Placu Wolności pod nr 5 (w kompleksie Hotelu Polskiego). W 1918 roku wykupił udziały Brodzikowskiego i został jej właścicielem. Księgarnia Kujawska pełniła funkcję m.in. wydawniczą, publikował w jej ramach utwory polskich poetów, w tym swoje własne. Była też miejscem spotkań klubu dyskusyjnego i literackiego.
21 lutego 1918 roku został członkiem Polskiego Towarzystwa Krajoznawczego, prowadził w niej sekcję regionalistyczną.
Jako członek Polskiej Organizacji Wojskowej, brał udział w akcji rozbrajania oddziałów niemieckich w listopadzie 1918 roku, gdy wycofywali się z Włocławka.

## Pierwsze lata powojenne

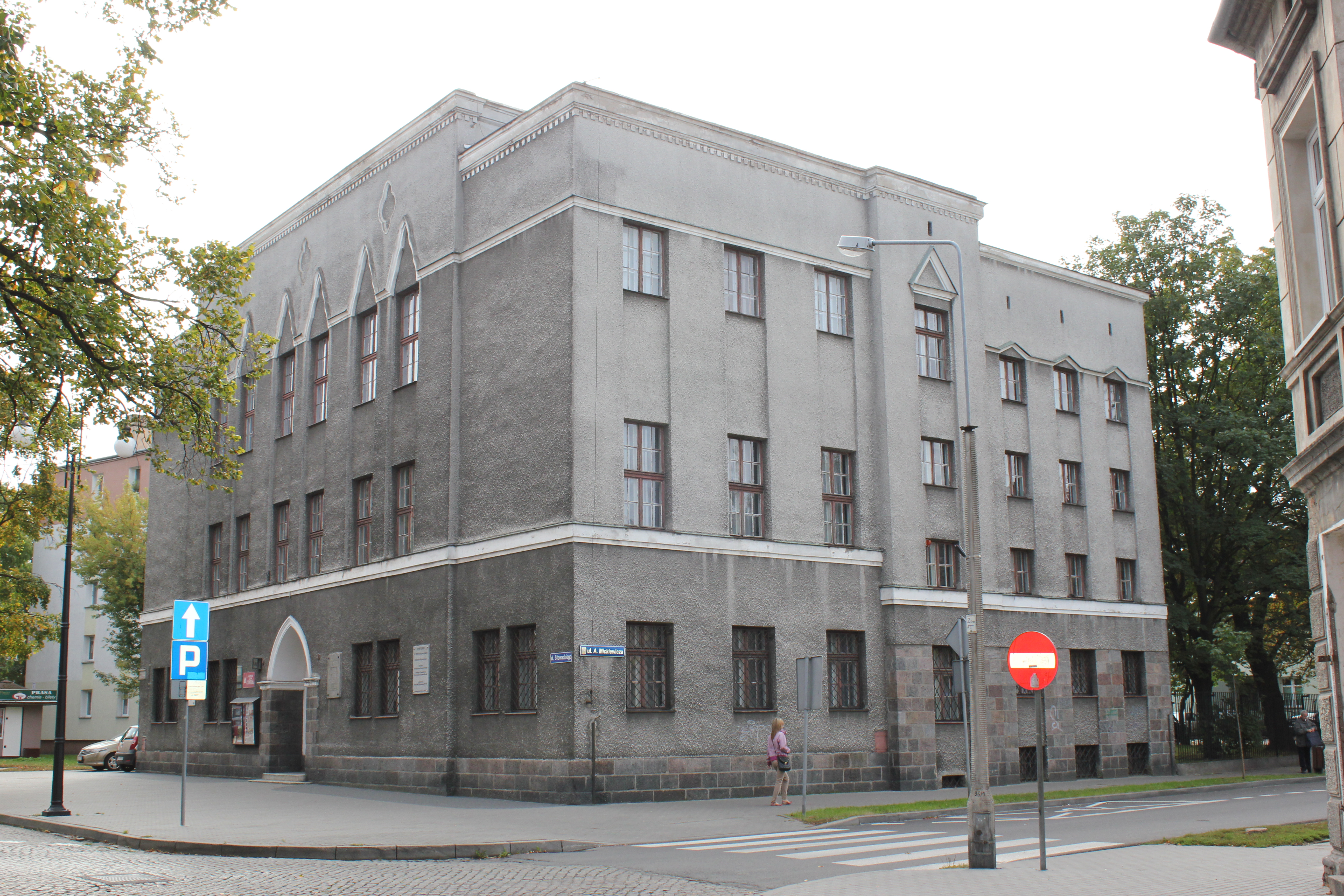
Dawna siedziba PTK we Włocławku, miejsce pracy Zdzisława Arentowicza

Jako członek Polskiego Towarzystwa Krajoznawczego organizował wycieczki krajoznawcze i popularyzował historię miasta oraz regionu. W ramach tej działalności wsparł komitet budowy Muzeum Ziemi Kujawskiej i Dobrzyńskiej. W dalszym ciągu prowadził też Księgarnię Kujawską jako miejsce spotkań klubów dyskusyjnych. W latach 1918–1919 publikował artykuły w „Gazecie Kujawskiej”, a w 1921 roku w „Głosie Kujaw”, dopóki nie przestano go wydawać.
W 1920 roku służył ochotniczo w sekcji propagandowej Włocławskiego Komitetu Obrony Narodowej podczas wojny polsko-bolszewickiej. Sekcja ta była popierana przez zwolenników Józefa Piłsudskiego, w kolejnym roku złączyła się z Klubem Demokracji Radykalnej, której Arentowicz był współtwórcą. W 1926 roku organizacja przyłączyła się do Klubu Społeczno-Politycznego.
W latach 1921–1923 Zdzisław Arentowicz uczył się na wydziale dziennikarstwa w Wyższej Szkole Nauk Politycznych w Warszawie.

## Rozkwit działalności
W 1928 roku związał się z Blokiem Współpracy z Rządem. W latach 1934–1936 był radnym miejskim z ramienia tej organizacji. Po dwóch latach zrezygnował z pełnienia tej funkcji.
W okresie dwudziestolecia międzywojennego był inicjatorem wielu ruchów kulturowych we Włocławku. Zaangażował się w życie włocławskiego teatru, zapraszając do miasta znane grupy teatralne, m.in. z Torunia czy Wilna. W latach 1928–1937 zorganizował amatorski teatr działający w mieście, dla którego sam pisał sztuki, takie jak dramat Płowce (1931) czy wodewil Skarb w jęzorze (1937).
Od 1926 do 1931 roku współredagował pismo promujące historię regionu „Życie Włocławka i okolicy”, a w latach 1929–1933 pismo satyryczne „Cyrulik Włocławski”. W 1928 roku we współpracy z PTK wydał swoją pierwszą pracę naukową dotyczącą historii miasta pt. Z Dawnego Włocławka, pierwotnie nosząca tytuł Jak wyglądał Włocławek w połowie ubiegłego wieku. Opublikował wiele prac historycznych, m.in. na temat powstania styczniowego, w którym brał udział jego dziadek czy na temat wojny polsko-krzyżackiej. Część tych prac wydano w monografii pt. Włocławek wydanej w 1937 roku. Ponadto, pisywał też słuchowiska radiowe oraz wiersze dla dzieci.
Podczas II wojny światowej, 11 lutego 1940 roku rodzina Arentowiczów została wysiedlona z Włocławka do wsi Krasocin. Następnie przeprowadzili się do Kielc, gdzie kilkakrotnie zmieniał miejsce zamieszkania i pracy. Działał tam w Polskim Komitecie Zielarskim.

## Po II wojnie światowej

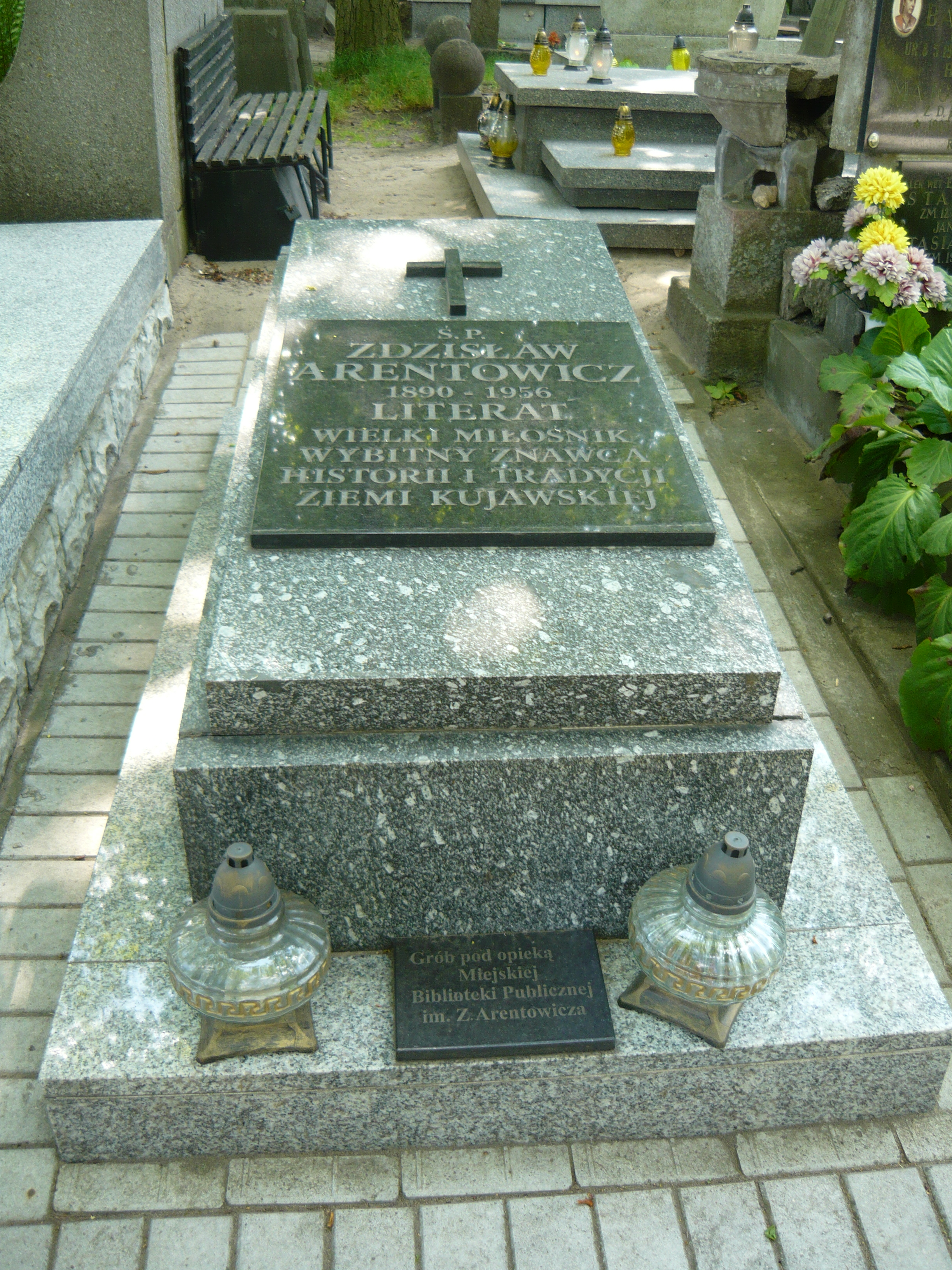
Grób Zdzisława Arentowicza na Cmentarzu Komulanym we Włocławku

Do Włocławka powrócił wraz z rodziną w kwietniu 1945 roku, gdzie powrócił do działalności na rzecz kultury. Już w maju współtworzył amatorski teatr nazwany Stowarzyszenie Teatru Ziemi Kujawskiej, który przekształcił w teatr półzawodowy.
21 grudnia 1945 roku został wybrany prezesem Zarządu Oddziału Kujawskiego PTK, funkcję tę pełnił do 1952 roku. W 1946 roku został wybrany grodzkim referentem kultury i sztuki przy Zarządzie Miejskim. Z jego inicjatywy powstał w tym roku Klub Literacko-Artystyczny we Włocławku, którego został prezesem.
W 1951 roku został członkiem Związku Literatów Polskich. Do końca życia kontynuował swoją działalność naukową, twórczą i kulturalną.
Był dwukrotnie żonaty. Po raz pierwszy z nauczycielką Elżbietę Szulc (zm. 1945). Miał z nią dwójkę dzieci, córkę Irenę (ur. 1923) i syna Stanisława (ur. 1928). Od 1953 roku do śmierci był żonaty z Teodozją Żbikowską.
Zmarł 5 stycznia 1956 roku, został pochowany na Cmentarzu Komunalnym we Włocławku (sektor 19-4-52). 

## Ordery i odznaczenia
- Złoty Krzyż Zasługi (7 czerwca 1939)[4]
- Srebrny Krzyż Zasługi (1955)
- Złota Honorowa Odznaka PTTK (pośmiertnie, 1960)

## Upamiętnienie
W 2005 roku Zdzisław Arentowicz został patronem Miejskiej Biblioteki Publicznej we Włocławku, która sprawuje opiekę nad jego grobem.
Literat jest też patronem jednej z ulicy miasta Włocławek. W budynku głównym Miejskiej Biblioteki Publicznej przy ulicy Warszawskiej 11/13 znajduje się poświęcona mu tablica pamiątkowa.